# L'Âge de glace (série de films)
 Pour plus de détails, voir Fiche technique et Distribution
L'Âge de glace ou L'ère de glace au Québec (Ice Age) est une série américaine de films d'animation, composée de cinq opus :
- L'Âge de glace, sorti en 2002 ;
- L'Âge de glace 2, sorti en 2006 ;
- L'Âge de glace 3 : Le Temps des dinosaures, sorti en 2009 ;
- L'Âge de glace 4 : La Dérive des continents, sorti en 2012 ;
- L'Âge de glace 5 : Les Lois de l'Univers, sorti en 2016 ;
- L'Âge de glace 6, prévu pour 2026[1]

Un film dérivé est sortie sur la plateforme Disney+ s'intitulant : L'Âge de glace : Les Aventures de Buck Wild, et sorti en janvier 2022.
Les acteurs principaux sont Chris Wedge dans le rôle de l'écureuil Scrat, Ray Romano dans le rôle du mammouth Manfred « Many », John Leguizamo dans le rôle du paresseux terrestre Sid et Denis Leary dans le rôle du tigre à dents de sabre Diego. Les voix françaises sont jouées par Gérard Lanvin dans le rôle de Manfred, Élie Semoun dans le rôle de Sid et Vincent Cassel dans le rôle de Diego.

## Longs métrages

### Fiche technique
| Équipe du tournage             | Films                  | Films                       | Films                                             | Films                                              | Films                                           | Spin-off                                                    |
| Équipe du tournage             | L'Âge de glace (2002)  | L'Âge de glace 2 (2006)     | L'Âge de glace 3 : Le Temps des dinosaures (2009) | L'Âge de glace 4 : La Dérive des continents (2012) | L'Âge de glace 5 : Les Lois de l'Univers (2016) | L'Âge de glace : Les Aventures de Buck Wild (Disney+, 2022) |
| ------------------------------ | ---------------------- | --------------------------- | ------------------------------------------------- | -------------------------------------------------- | ----------------------------------------------- | ----------------------------------------------------------- |
| Titre québécois                | L'ère de glace         | L'ère de glace 2 : La fonte | L'ère de glace : L'aube des dinosaures            | L'ère de glace : La dérive des continents          | L'ère de glace : Les lois de l'univers          | L'ère de glace : Les aventures de Buck Wild                 |
| Titre original                 | Ice Age                | Ice Age: The Meltdown       | Ice Age: Dawn of the Dinosaurs                    | Ice Age: Continental Drift                         | Ice Age: Collision Course                       | Ice Age: Adventures of Buck Wild                            |
| Réalisateurs                   | Carlos Saldanha        | Carlos Saldanha             | Carlos Saldanha                                   | Steve Martino                                      | Galen Tan Chu                                   |                                                             |
| Réalisateurs                   | Chris Wedge            |                             | Mike Thurmeier                                    | Mike Thurmeier                                     | Mike Thurmeier                                  |                                                             |
| Producteurs                    | Lori Forte             | Lori Forte                  | Lori Forte                                        | Lori Forte                                         | Lori Forte                                      |                                                             |
| Producteurs                    | John C. Donkin         | Chris Wedge                 | John C. Donkin                                    |                                                    | Carlos Saldanha                                 | John C. Donkin                                              |
| Scénaristes                    | Michael Berg           |                             | Michael Berg                                      | Michael Berg                                       | Michael Berg                                    |                                                             |
| Scénaristes                    | Michael J. Wilson      | Gerry Swallow               | Peter Ackerman                                    | Jason Fuchs                                        | Michael J. Wilson                               |                                                             |
| Scénaristes                    |                        | Peter Gaulke                | Mike Reiss                                        | Mike Reiss                                         |                                                 |                                                             |
| Scénaristes                    |                        | Yoni Brenner                |                                                   |                                                    |                                                 |                                                             |
| Monteurs                       | John Carnochan         | Harry Hitner                | Harry Hitner                                      | David Ian Salter                                   | James Polumbo                                   |                                                             |
| Compositeurs                   | David Newman           | John Powell                 | John Powell                                       | John Powell                                        | John Debney                                     |                                                             |
| Budget                         | 59 millions de dollars | 80 millions de dollars      | 90 millions de dollars                            | 95 millions de dollars                             | 105 millions de dollars                         |                                                             |
| Durée                          | 81 minutes             | 91 minutes                  | 94 minutes                                        | 88 minutes                                         | 100 minutes                                     |                                                             |
| Dates de sortie aux Etats-Unis | 15 mars 2002           | 31 mars 2006                | 1er juillet 2009                                  | 13 juin 2012                                       | 22 juillet 2016                                 | 28 janvier 2022                                             |
| Pays d'origine                 | États-Unis             | États-Unis                  | États-Unis                                        | États-Unis                                         | États-Unis                                      | États-Unis                                                  |
| Genre                          | Animation              | Animation                   | Animation                                         | Animation                                          | Animation                                       | Animation                                                   |
| Distributeurs                  | Blue Sky Studios       | Blue Sky Studios            | Blue Sky Studios                                  | Blue Sky Studios                                   | Blue Sky Studios                                | Disney+                                                     |
| Distributeurs                  | 20th Century Fox       |                             |                                                   |                                                    |                                                 |                                                             |

### Distribution et personnages
| Équipe du tournage | Films                                 | Films                                            | Films                                             | Films                                              | Films                                            |                                      | Spin-off                                                    |
| Équipe du tournage | L'Âge de glace (2002)                 | L'Âge de glace 2 (2006)                          | L'Âge de glace 3 : Le Temps des dinosaures (2009) | L'Âge de glace 4 : La Dérive des continents (2012) | L'Âge de glace : Les Lois de l'Univers (2016)    | L'Age de glace 6                     | L'Âge de glace : Les Aventures de Buck Wild (Disney+, 2022) |
| ------------------ | ------------------------------------- | ------------------------------------------------ | ------------------------------------------------- | -------------------------------------------------- | ------------------------------------------------ | ------------------------------------ | ----------------------------------------------------------- |
| Scrat              | Chris Wedge (VF : Michel Elias)       | Chris Wedge (VF : Michel Elias)                  | Chris Wedge (VF : Michel Elias)                   | Chris Wedge (VF : Michel Elias)                    | Chris Wedge (VF : Michel Elias)                  | À venir                              | TBA                                                         |
| Sid                | John Leguizamo (VF : Élie Semoun)     | John Leguizamo (VF : Élie Semoun)                | John Leguizamo (VF : Élie Semoun)                 | John Leguizamo (VF : Élie Semoun)                  | John Leguizamo (VF : Élie Semoun)                | John Leguizamo (VF : Élie Semoun)    | Jake Green (VF : Élie Semoun)                               |
| Manfred « Manny »  | Ray Romano (VF : Gérard Lanvin)       | Ray Romano (VF : Gérard Lanvin)                  | Ray Romano (VF : Gérard Lanvin)                   | Ray Romano (VF : Gérard Lanvin)                    | Ray Romano (VF : Gérard Lanvin)                  | Ray Romano (VF : Gérard Lanvin)      | Sean Kenin (VF : Gérard Lanvin)                             |
| Diego              | Denis Leary (VF : Vincent Cassel)     | Denis Leary (VF : Vincent Cassel)                | Denis Leary (VF : Vincent Cassel)                 | Denis Leary (VF : Vincent Cassel)                  | Denis Leary (VF : Vincent Cassel)                | Denis Leary (VF : Vincent Cassel)    | Skyler Stone (VF : Vincent Cassel)                          |
| Ellie              |                                       | Queen Latifah (VF : Armelle Gallaud)             | Queen Latifah (VF : Armelle Gallaud)              | Queen Latifah (VF : Armelle Gallaud)               | Queen Latifah (VF : Armelle Gallaud)             | Queen Latifah (VF : Armelle Gallaud) | Dominique Jennings (VF : Armelle Gallaud)                   |
| Crash              |                                       | Seann William Scott (VF : Christophe Dechavanne) | Seann William Scott (VF : Christophe Dechavanne)  | Seann William Scott (VF : Christophe Dechavanne)   | Seann William Scott (VF : Christophe Dechavanne) |                                      | Vincent Tong (VF : Christophe Dechavanne)                   |
| Eddie              |                                       | Josh Peck (VF : Alexis Tomassian)                | Josh Peck (VF : Alexis Tomassian)                 | Josh Peck (VF : Alexis Tomassian)                  | Josh Peck (VF : Alexis Tomassian)                | Josh Peck (VF : Alexis Tomassian)    | Aaron Harris (VF : Alexis Tomassian)                        |
| Pêche              |                                       |                                                  | aucune voix                                       | Keke Palmer (VF : Lisa Caruso)                     | Keke Palmer (VF : Lisa Caruso)                   | À venir                              |                                                             |
| Scratina           |                                       |                                                  | Karen Disher (VF : elle-même)                     | Karen Disher (VF : elle-même)                      | Générique (caméo, scène coupée)[réf. nécessaire] | À venir                              |                                                             |
| Soto               | Goran Visnjic (VF : Philippe Catoire) |                                                  |                                                   |                                                    |                                                  |                                      |                                                             |
| Buck               |                                       |                                                  | Simon Pegg (Emmanuel Curtil)                      | aucune voix (caméo)                                | Simon Pegg (Emmanuel Curtil)                     | Simon Pegg (Emmanuel Curtil)         | Simon Pegg (Emmanuel Curtil)                                |
| Ethan              |                                       |                                                  |                                                   | Drake (Thibaut Belfodil)                           |                                                  |                                      |                                                             |
| Louis              |                                       |                                                  |                                                   | Josh Gad (Hervé Grull)                             | caméo                                            | À venir                              |                                                             |
| Mémé               |                                       |                                                  |                                                   | Wanda Sykes (Évelyne Grandjean)                    | Wanda Sykes (Évelyne Grandjean)                  |                                      |                                                             |
| Gutt               |                                       |                                                  |                                                   | Peter Dinklage (Pascal Casanova)                   |                                                  |                                      |                                                             |
| Kira               |                                       |                                                  |                                                   | Jennifer Lopez (Laura Blanc)                       | Jennifer Lopez (Laura Blanc)                     | Jennifer Lopez (Laura Blanc)         | Jennifer Lopez (Laura Blanc)                                |
| Julian             |                                       |                                                  |                                                   |                                                    | Adam DeVine (Guillaume Pley)                     | Adam DeVine (Guillaume Pley)         | Adam DeVine (Guillaume Pley)                                |

## Courts métrages

### Fiche technique
| Équipe du tournage | Courts métrages                    | Courts métrages          | Courts métrages                               | Courts métrages                               | Courts métrages                   | Courts métrages          | Courts métrages  | Émissions spéciales                          | Émissions spéciales                               | Série télévisée                                |
| Équipe du tournage | L'Aventure inédite de Scrat (2002) | Il était une noix (2006) | Sid : Opération survie (2008)                 | Scrat's Continental Crack-up (2010-2011)      | Scrat-tastrophe cosmique ! (2015) | Scrat: Spaced Out (2016) | The End (2022)   | L'Âge de glace : Un Noël de mammouths (2011) | L'Âge de glace : La Grande Chasse aux œufs (2016) | L'Âge de glace : Les aventures de Scrat (2022) |
| ------------------ | ---------------------------------- | ------------------------ | --------------------------------------------- | --------------------------------------------- | --------------------------------- | ------------------------ | ---------------- | -------------------------------------------- | ------------------------------------------------- | ---------------------------------------------- |
| Réalisateur(s)     | Carlos Saldanha                    | Chris Renaud             | Karen Disher                                  | Steve Martino                                 |                                   |                          |                  | Karen Disher                                 |                                                   |                                                |
| Réalisateur(s)     |                                    | Michael Thurmeier        | Galen Tan Chu                                 | Michael Thurmeier                             |                                   |                          |                  |                                              |                                                   |                                                |
| Producteur(s)      | John C. Donkin                     | John C. Donkin           | John C. Donkin                                |                                               |                                   |                          |                  |                                              |                                                   |                                                |
| Producteur(s)      | Chris Wedge                        |                          | Chris Wedge                                   | Chris Wedge                                   | Chris Wedge                       |                          |                  |                                              |                                                   |                                                |
| Producteur(s)      | Lori Forte                         |                          |                                               |                                               |                                   |                          |                  |                                              |                                                   |                                                |
| Producteur(s)      |                                    | Christopher Meledandri   | Carlos Saldanha                               |                                               |                                   |                          |                  |                                              |                                                   |                                                |
| Scénariste(s)      | Dan Shefelman                      | Chris Renaud             | John Vitti                                    |                                               |                                   |                          |                  | Sam Harper                                   |                                                   |                                                |
| Scénariste(s)      | Moroni Taylor                      |                          | Mike Reiss                                    | Mike Reiss                                    | Mike Reiss                        |                          |                  |                                              |                                                   |                                                |
| Scénariste(s)      |                                    |                          | Yoni Brenner                                  | Michael Berg                                  |                                   |                          |                  |                                              |                                                   |                                                |
| Monteur(s)         | Tim Nordquist                      |                          |                                               | James Palumbo                                 |                                   |                          |                  |                                              |                                                   |                                                |
| Compositeur(s)     | Michael A. Levine                  | Christopher Ward         | Michael A. Levine                             | Michael A. Levine                             |                                   |                          |                  |                                              |                                                   |                                                |
| Durée              | 4 min 31 s                         | 7 min                    | 2 min 40 s(1re partie) 2 min 34 s (2e partie) | 2 min 40 s(1re partie) 2 min 33 s (2e partie) | 5 min 17 s                        | 14 min 40 s              | 1 min 38 s       | 26 min 0 s                                   | 25 min 0 s                                        | 6 x 4 min                                      |
| Genre              | Animation                          | Animation                | Animation                                     | Animation                                     | Animation                         | Animation                | Animation        | Animation                                    | Animation                                         |                                                |
| Distributeurs      | Blue Sky Studios                   | Blue Sky Studios         | Blue Sky Studios                              | Blue Sky Studios                              | Blue Sky Studios                  | Blue Sky Studios         | Blue Sky Studios | Blue Sky Studios                             | Blue Sky Studios                                  |                                                |
| 20th Century Fox   |                                    |                          |                                               |                                               |                                   |                          |                  |                                              |                                                   |                                                |

### Distribution et personnages principaux
| Personnage      | Films                              | Films                             | Films                             | Films                                        | Films                                        | Films                                            | Films                             | Films                                             |
| Personnage      | L'Aventure inédite de Scrat (2002) | Il était une noix (2006)          | Sid : Opération survie (2008)     | Scrat's Continental Crack-up - Part 1 (2010) | Scrat's Continental Crack-up - Part 2 (2011) | L'Âge de glace : Un Noël de mammouths (2011)     | Scrat-tastrophe cosmique ! (2015) | L'Âge de glace : La Grande Chasse aux œufs (2016) |
| --------------- | ---------------------------------- | --------------------------------- | --------------------------------- | -------------------------------------------- | -------------------------------------------- | ------------------------------------------------ | --------------------------------- | ------------------------------------------------- |
| Scrat           | Chris Wedge                        | Chris Wedge                       | Chris Wedge                       | Chris Wedge                                  | Chris Wedge                                  | Chris Wedge                                      | Chris Wedge                       | Chris Wedge                                       |
| Sid             |                                    | John Leguizamo (VF : Elie Semoun) | John Leguizamo (VF : Elie Semoun) |                                              | John Leguizamo (VF : Elie Semoun)            | John Leguizamo (VF : Elie Semoun)                | John Leguizamo (VF : Elie Semoun) | John Leguizamo (VF : Elie Semoun)                 |
| Manfred, Many   |                                    | Ray Romano (VF : Xavier Fagnon)   |                                   |                                              | Ray Romano (VF : Gérard Lanvin)              | Ray Romano (VF : Gérard Lanvin)                  | Ray Romano (VF : Xavier Fagnon)   | Ray Romano (VF : Xavier Fagnon)                   |
| Diego           |                                    | Denis Leary (VF : Axel Kiener)    |                                   |                                              | Denis Leary (VF : Vincent Cassel)            | Denis Leary (VF : Axel Kiener)                   | Denis Leary (VF : Vincent Cassel) | Denis Leary (VF : Axel Kiener)                    |
| Buck            |                                    |                                   |                                   | Simon Pegg (caméo)                           |                                              |                                                  |                                   |                                                   |
| Ellie           |                                    |                                   |                                   |                                              |                                              | Queen Latifah (VF : Armelle Gallaud)             |                                   | Queen Latifah (VF : Armelle Gallaud)              |
| Crash           |                                    |                                   |                                   |                                              |                                              | Seann William Scott (VF : Christophe Dechavanne) |                                   | Seann William Scott (VF : Christophe Dechavanne)  |
| Eddie           |                                    |                                   |                                   |                                              |                                              | Josh Peck (VF : Alexis Tomassian)                |                                   | Josh Peck (VF : Alexis Tomassian)                 |
| Pêche           |                                    |                                   |                                   |                                              |                                              | Ciara Bravo (VF : Clara Quilichini)              |                                   | Keke Palmer (VF : Lisa Caruso)                    |
| Clint, le lapin |                                    |                                   |                                   |                                              |                                              |                                                  |                                   | Blake Anderson (VF : Adrien Larmande)             |

## L'Expérience 4D
L'Âge de Glace, L'Expérience 4D est un film 4D de 14 minutes projeté dans différents cinémas 4D du monde entier. Il raconte l'histoire condensée de L'Âge de glace 3 : Le Temps des dinosaures à l'aide de projections 3D et d'effets sensoriels, notamment des sièges mobiles, du vent, de la brume, de la neige et des odeurs. L'Expérience 4D a été créée le 22 décembre 2015 au Futuroscope.